# Tospitis brunneiplaga
Tospitis brunneiplaga är en fjärilsart som beskrevs av George Francis Hampson 1918. Tospitis brunneiplaga ingår i släktet Tospitis och familjen björnspinnare. Inga underarter finns listade i Catalogue of Life.